# اونترشوانینگن
اونترشوانینگن (به آلمانی: Unterschwaningen) یک شهر در آلمان است که در آنسباخ واقع شده‌است.